# Aad Steylen
Adrianus Johannes (Aad) Steylen (Schiebroek, 1 augustus 1935) is een voormalige Nederlandse langeafstandsloper, die was gespecialiseerd in de marathon. In deze discipline werd hij vijfmaal Nederlands kampioen en verbeterde hij enkele malen het Nederlandse record. Hiernaast won hij viermaal het NK 25 km en eenmaal het NK 800 m. In de jaren zeventig van de 20e eeuw was hij bondscoach van de KNAU en begeleidde de marathonselectie.

## Biografie

### Begonnen als tienkamper
Vanaf zijn zestiende deed Steylen verschillende atletiekonderdelen. Hij blonk als tienkamper met name uit in de technische nummers. Zo werd hij Nederlands jeugdkampioen bij het speerwerpen en won een zilveren medaille bij het polsstokhoogspringen. Hierna legde hij zich toe op de middenafstand en behaalde hiermee in 1961 zijn eerste succes door Nederlands kampioen te worden op de 800 m. Tussendoor werkte hij bij Shell in Pernis, maar ging studeren aan het CIOS in Overveen.

### Specialisatie op marathon
Door zijn duurtrainingen kwam hij later in contact met het langeafstandslopen. Dit beviel hem zo goed, dat hij besloot een marathon te lopen. Door zijn snelle start werd zijn debuut loodzwaar en finishte hij in een, voor hem teleurstellende, 2 uur en 45 minuten. Hij besloot zich op deze discipline te specialiseren en won vervolgens vijfmaal het Nederlands kampioenschap marathon. Hij was ook de eerste Nederlander die de marathon binnen de 2 uur en 20 minuten wist af te ronden: op 12 mei 1968 won Steylen de Nord-Friesland marathon in Husum in 2:19.07,1, een verbetering van zijn eigen nationale record uit 1967 met ruim drie minuten. In datzelfde jaar nam hij deel aan olympische marathon op de Olympische Spelen van Mexico-Stad. Hierbij eindigde hij op de 27e plaats in 2:37.42 en als elfde Europeaan. De wedstrijd werd gewonnen door de Ethiopiër Mamo Wolde in 2:20.26.
Inmiddels was hij gediplomeerd atletiektrainer en kreeg in baan als sportleider bij het internaat De Beele in Voorst en ging in Zutphen wonen. Daar is hij begonnen met een sauna.

### Loopgroep 'Aad Steylen'
Op 68-jarige leeftijd liep Aad Steylen nog de marathon van Berlijn (2003) in een snelle 3:15.00. Hierover zei hij "Ik lijk wel op Heintje Davids, elke keer neem ik afscheid van de marathon maar ik kan het toch niet laten." Steylen is een vegetariër en al meer dan 50 jaar trainer van de loopgroep Aad Steylen. Die begon ooit in het bos bij Joppe. Hij begon met het organiseren van de "Speculaaspoppenloop" en ging werken als sportinstructeur voor gehandicapten in Brummen en ging in Oeken wonen. Steijlen ging met pensioen, maar loopt af en toe nog steeds mee met de groep, die nu in Ellecom en Laag Soeren loopt. 

## Nederlandse kampioenschappen
| Onderdeel | Jaar                         |
| --------- | ---------------------------- |
| 800 m     | 1961                         |
| 25 km     | 1966, 1967, 1968, 1969       |
| marathon  | 1965, 1966, 1967, 1968, 1969 |

## Nederlandse records
- marathon 2:22.20 (1967)
- marathon 2:19.07 (1968)

## Persoonlijke records
Baan
| Onderdeel | Prestatie | Datum            | Plaats    |
| --------- | --------- | ---------------- | --------- |
| 800 m     | 1.50,4    | 3 september 1960 | Amsterdam |
| 1500 m    | 3.54,9    | 1961             |           |
| 3000 m    | 8.26,8    | 1961             |           |
| 5000 m    | 14.32,4   | 18 juni 1967     | Rotterdam |
| 10.000 m  | 30.13,8   | 12 augustus 1967 | Rotterdam |

Weg
| Onderdeel    | Prestatie       | Datum             | Plaats    |
| ------------ | --------------- | ----------------- | --------- |
| 10 Eng. mijl | 50.30,6 (ex-NR) | 10 september 1967 | Etten     |
| uurloop      | 19.022 m        | 1968              |           |
| 25 km        | 1:16.54         | 17 juni 1967      | Emmeloord |
| marathon     | 2:19.07 (ex-NR) | 12 mei 1968       | Husum     |

## Palmares

### 10.000 m
- 1967:  NK in Rotterdam - 30.17,6

### 25.000 m
- 1968:  Emmeloord - 1:16.53,2[2]

### 20 km
- 1968:  Zilveren Molenloop - 1:03.02,2[3]

### 25 km
- 1966  NK - 1:21.30
- 1967  NK - 1:24.34
- 1968  NK - 1:20.48
- 1969  NK - 1:21.18

### marathon
- 1965:  NK in Enschede - 2:30.45 (4e overall)
- 1966:  NK in Beek - 2:39.04,8
- 1966: DNF EK in Boedapest
- 1967: 12e marathon van Chemnitz - 2:22.20,4[4]
- 1967:  marathon van Frauenfeld - 2:22.40,8[4]
- 1967:  NK in Enschede - 2:31.55,3 (13e overall)
- 1968:  NK in Leeuwarden - 2:25.48
- 1968:  Nord-Friesland marathon van Husum - 2:19.07,1[5]
- 1968: 27e OS - 2:37.42
- 1969:  NK in Enschede - 2:26.29,2 (9e overall)
- 1969:  Militarwettmarsch Marathon - 2:26.00[6]
- 1969: 18e EK in Athene - 2:37.35,0